# Slíďák lužní
Slíďák lužní (Pardosa prativaga) je druh pavouka z čeledi slíďákovití. Má tmavohnědou barvu s černými skvrnami. Žije na zemi v typově různých lokalitách. Jeho genitálie se liší od těch slíďáka menšího (Pardosa pullata), přesto byly zaznamenány případy mezidruhového páření.